# Jacob Collier
Jacob Collier (Londres, 2 d'agost de 1994) és un músic multiinstrumentista, vocalista, compositor i arranjador anglès. La seva música combina el jazz amb elements de molts altres gèneres musicals, i sovint inclou un ús extensiu de reharmonitzacions, dissonàncies i poliritmes. També és conegut per les seves enèrgiques actuacions en directe, en les quals sovint condueix el públic a cantar harmonies o percussions de múltiples parts, i per una personalitat propera i accessible.
El 2012, les seves versions de cançons populars de vídeos en pantalla dividida, com ara "Don't You Worry 'bout a Thing" de Stevie Wonder, es van començar a fer virals a YouTube. L'any 2014, Collier va signar amb la companyia de Quincy Jones i va començar a utilitzar l'Harmonizer, un sintetitzador que li permet cantar harmonies en directe samplejant la seva veu en temps real. Aquest instrument fou dissenyat i construït al MIT Media Lab per Ben Bloomberg en col·laboració amb Collier.
El 2016, va llançar el seu àlbum de debut, In My Room, que va gravar, arranjar, interpretar i produir ell mateix a una petita habitació a la seva casa familiar a Finchley, al nord de Londres. El 2017, Collier va rebre dos premis Grammy pels seus arranjaments de "Flintstones" i "You and I".
El 2018, va començar a treballar en un àlbum de quatre volums i 50 cançons amb més de dues dotzenes d'artistes i grups. El primer volum, Djesse Vol. 1, va ser publicat el  desembre de 2018, el segon, Djesse Vol. 2, el juliol de 2019 i el tercer, Djesse Vol. 3,  l'agost del 2020. El 2020, Collier va guanyar dos premis Grammy pels seus arranjaments de "All Night Long (All Night)" de Djesse Vol. 1 i "Moon River" de Djesse Vol. 2. El 2021, va guanyar un premi Grammy per "He Won't Hold You" del tercer volum, Djesse Vol. 3. Collier és el primer artista britànic a rebre un premi Grammy per cadascun dels seus quatre primers àlbums.